# Ildemaro Vargas
Ildemaro José Vargas Barreto (Caripito 16 de julio de 1991) es un jugador de cuadro venezolano de béisbol profesional de los Washington Nationals of Major League Baseball (MLB). Anteriormente jugó en la MLB para los Diamondbacks de Arizona, los Mellizos de Minnesota, los Cachorros de Chicago y los Piratas de Pittsburgh.

## Privacidad
Vargas tiene 3 hijos: Aj, Carlota y Georgina.

## Carrera profesional

### Cardenales de San Luis
Vargas firmó con los St. Louis Cardinals como agente libre internacional el 24 de junio de 2008. Hizo su debut profesional con los VSL Cardinals. También jugó para el club en 2009, recortando .264/.368/.374 en 52 juegos. En 2010, Vargas jugó para los GCL Cardinals, bateando .239/.317/.364 sin jonrones y 15 carreras impulsadas. También jugó para el club en 2011, bateando .289/.391/.395 con 1 jonrón y 18 carreras impulsadas. En 2012, dividió el año entre los novatos Johnson City Cardinals, Low-A Batavia Muckdogs y High-A Palm Beach Cardinals, registrando una línea de bateo de .314/.378/.443 con 4 jonrones y 32 carreras impulsadas. entre los tres clubes. Pasó la temporada 2013 con los Peoria Chiefs Single-A, cortando .248/.304/.305 en 115 juegos. Dividió la temporada 2014 entre Palm Beach y los Springfield Cardinals Doble-A, bateando .236/.266/.286 con 1 jonrón y 40 carreras impulsadas. El 30 de marzo de 2015, Vargas fue liberado por la organización de los Cardenales.

### Bridgeport Bluefish
El 1 de abril de 2015, Vargas firmó con Bridgeport Bluefish de la Liga Atlántica de Béisbol Profesional . En 30 juegos para el club, recortó .273/.316/.318 con 8 carreras impulsadas.

### Diamondbacks de Arizona
El 26 de mayo de 2015, Vargas firmó un contrato de ligas menores con los Diamondbacks de Arizona. Pasó el resto del año con los Kane County Cougars Single-A, cortando .321/.385/.438 en 86 juegos. En 2016, Vargas dividió el año entre High-A Visalia Rawhide, Double-A Mobile BayBears y Triple-A Reno Aces, registrando una línea de bateo de .305/.360/.400 con 6 jonrones y 37 carreras impulsadas. entre los tres equipos. Los Diamondbacks agregaron a Vargas a su lista de 40 hombres después de la temporada 2016.
Vargas comenzó el 2017 con los Reno Aces y fue llamado a los Diamondbacks el 29 de junio. Bateó .308 en 13 apariciones en el plato de Grandes Ligas en 2017 y .211 en 20 apariciones en el plato de Grandes Ligas en 2018. En 2019, Vargas bateó .269/.299/.413 en 92 juegos para el club de las Grandes Ligas, anotando 6 jonrones y 24 carreras impulsadas. El 24 de septiembre de 2019, Vargas fue contratado como emergente en la novena entrada de un juego contra los St. Louis Cardinals y conectó un jonrón que empató el juego 1-1. El juego continuaría durante 19 entradas, el juego más largo en la historia de los Diamondbacks, y terminó cuando Vargas conectó un sencillo. Vargas acertó 3 de 20 en 8 juegos para Arizona en 2020 antes de ser designado para asignación el 6 de agosto de 2020.

### Mellizos de Minnesota
El 11 de agosto, Vargas fue traspasado a los Mellizos de Minnesota a cambio de dinero en efectivo. Fue designado para asignación sin aparecer por el equipo el 2 de septiembre de 2020.

### Cachorros de Chicago
El 5 de septiembre de 2020, los Cachorros de Chicago reclamaron a Vargas de las exenciones. Se unió a la lista activa del equipo el 7 de septiembre. El 12 de septiembre en un juego contra los Cerveceros de Milwaukee, conectó un jonrón frente al cerrador Josh Hader. En 6 juegos para Chicago, Vargas se fue 2 de 9. El 28 de marzo de 2021, Vargas fue designado para asignación por los Cachorros. El 31 de marzo, Vargas fue cedido rotundamente a las menores.
El 13 de abril de 2021, Vargas fue seleccionado para la lista activa después de que Matt Duffy fuera incluido en la lista de lesionados por COVID-19. Vargas fue eliminado de la lista de 40 hombres el 16 de abril, pero fue reelegido el 4 de mayo. Después de batear .143 en 24 apariciones en el plato, Vargas fue designado para asignación el 15 de mayo de 2021.

### Piratas de Pittsburgh
El 17 de mayo de 2021, Vargas fue reclamado por los Piratas de Pittsburgh. Vargas bateó .077 en 7 juegos antes de ser designado para asignación el 30 de mayo.

### Diamondbacks de Arizona (segundo período)
El 2 de junio de 2021, Vargas fue traspasado a los Diamondbacks de Arizona a cambio de dinero en efectivo. Vargas se incorporó de inmediato al roster activo, su tercer equipo de la temporada, ocupando el lugar del infielder Domingo Leyba, quien fue designado para cesión. Después de acertar 3 de 17 en 9 juegos, Vargas fue designado para asignación el 19 de junio. Fue transferido directamente a Triple-A Reno Aces el 22 de junio. El 19 de septiembre de 2021, Arizona seleccionó el contrato de Vargas. Vargas bateó .156 en 34 juegos en 2021, con 0 jonrones y 7 carreras impulsadas. El 8 de octubre, Vargas eligió la agencia libre.

### Cachorros de Chicago (segundo período)
El 17 de diciembre de 2021, Vargas firmó un contrato de ligas menores para regresar a los Cachorros de Chicago. Tenía su contrato seleccionado para las mayores el 10 de mayo de 2022. Fue designado para asignación el 22 de mayo y elegido agente libre el 26 de mayo.

### Nacionales de Washington
El 27 de mayo de 2022, Vargas firmó un contrato de ligas menores con los Nacionales de Washington . Tuvo su contrato seleccionado el 2 de agosto.